# Dipartimento di Cauca
Il dipartimento di Cauca è uno dei 32 dipartimenti della Colombia. Il capoluogo del dipartimento è Popayán.

## Geografia fisica
Il dipartimento di Cauca si affaccia sull'Oceano Pacifico ad ovest, confina con i dipartimenti di Tolima e Valle del Cauca a nord, con Huila e Caquetá ad est e con Nariño e Putumayo a sud.
Il territorio è costituito da una pianura costiera attraversata dal fiume San Juan de Micay a cui segue a est la Cordigliera Occidentale. Proseguendo ad est oltre la valle di Pubenza, in cui è situata la capitale Popayán, si estende la Cordigliera Centrale che raggiunge i 5.750 metri nel Nevado del Huila nel settore nord-orientale di Cauca.
L'isola di Gorgona, dichiarata parco nazionale, fa parte del dipartimento di Cauca.

## Geografia antropica

### Suddivisioni amministrative
Il dipartimento di Cauca si compone di 41 comuni:
- Almaguer
- Argelia
- Balboa
- Bolívar
- Buenos Aires
- Cajibío
- Caldono
- Caloto
- Corinto
- El Tambo
- Florencia
- Guapi
- Inzá
- Jambaló
- La Sierra
- La Vega
- López de Micay
- Mercaderes
- Miranda
- Morales
- Padilla

- Páez
- Patía
- Piamonte
- Piendamó
- Popayán
- Puerto Tejada
- Puracé
- Rosas
- San Sebastián
- Santander de Quilichao
- Santa Rosa
- Silvia
- Sotará
- Suárez
- Sucre
- Timbío
- Timbiquí
- Toribío
- Totoró
- Villa Rica

## Amministrazione

### Gemellaggi
- Lehrte (gem. parrocchiale)